# André Rey (calciatore)
André Rey (Strasburgo, 22 gennaio 1948) è un ex calciatore francese, di ruolo portiere.

## Carriera

### Club
Veste i colori di Rosheim, Strasburgo, Mulhouse, Metz, Nizza e AEP Bourg-sous-la-Roche.

### Nazionale
Debutta il 23 febbraio 1977 contro la Germania Ovest (1-0).
Conta 10 presenze in Nazionale.